# سد نکارت
سد نکارت (به لاتین: Neckartal Dam) یک سد در نامیبیا است که در Berseba, Namibia واقع شده‌است.